# Kalong
De kalong of vliegende vos (Pteropus vampyrus) is een grote vleerhond die behoort tot de grootste vleermuissoorten. Kalongs komen voor in Zuidoost-Azië. De wetenschappelijke naam van de soort werd in 1758 als Vespertilio vampyrus gepubliceerd door Carl Linnaeus.

## Beschrijving

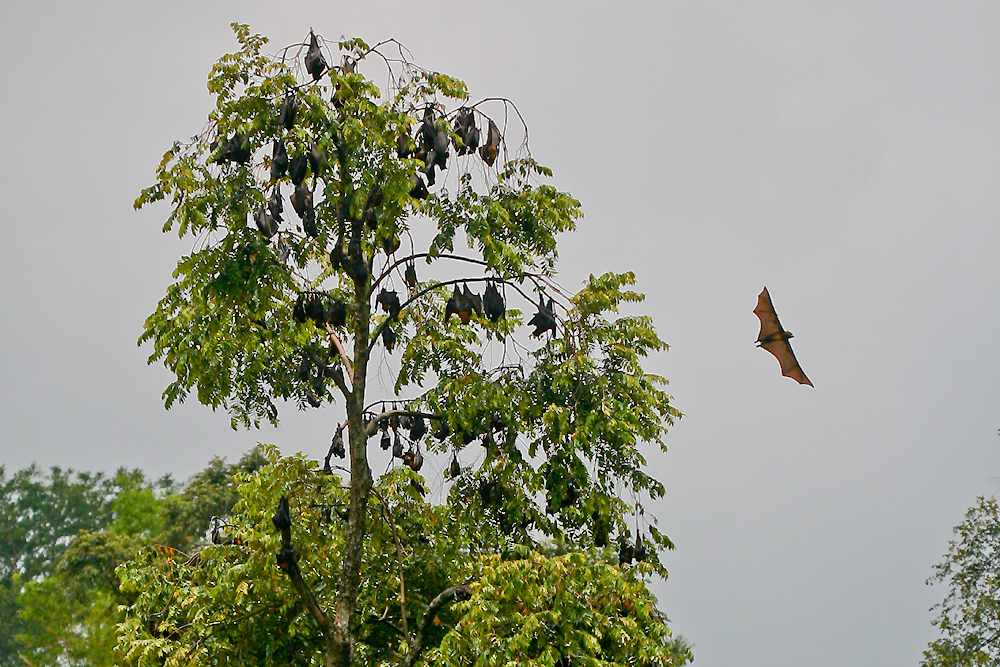
Vliegende kalong

De kalong weegt 0,6 tot 1,1 kilogram, heeft een kop-romplengte van 27–32 cm en heeft een spanwijdte van gemiddeld 1,5 meter. De kop lijkt op die van een vos of een hondje, zoals bij alle grote soorten vleerhonden. De kalong heeft geen staart en puntige oren. Op de rug is de beharing kort, op de buik en de flanken voelt de beharing wollig. De kleur van de vacht verschilt naargelang de sekse en de leeftijd van het dier. Onvolwassen dieren zijn dof grijsbruin. De vacht op de kop varieert van mahonie of okerkleurig tot bijna zwart. De onderkant van de kalong varieert van bijna zwart tot bruin met spikkels in andere kleuren waaronder chocoladebruin en zilvergrijs. De vacht van de mantel varieert ook sterk in kleur van vuil geelachtig bruin tot oranje. De borst is goudkleurig of kastanjebruin.

## Verspreiding
De kalong komt voor van zuid Myanmar en Thailand tot oostelijk op de Filipijnen en zuidelijk op Sumatra, Java, Borneo en Timor. Op het schiereiland Malakka en op Borneo is de kalong het meest algemeen in de kuststreek, maar hij komt ook voor tot op een hoogte van 1400 m boven de zeespiegel.

## Leefgebied
Kalongs komen voor in verschillende typen leefgebieden zoals primair regenbos, mangrovebos, kokosplantages en fruitboomgaarden. De kalong rust overdag vaak in mangrovebossen of in kokosplantages. Ze verblijven vaak in kustgebieden waarbij ze 's nachts naar nabijgelegen eilanden trekken als daar bloemen of vruchten zijn.
De kalongs vormen groepen van enkele exemplaren tot wel duizenden op de roestplaatsen waar zij overdag verblijven. Op Timor werden weleens 2000 exemplaren geteld op zo'n roestplaats.

## Voedsel
Kalongs voeden zich met bloemen, nectar en vruchten. Als alle drie beschikbaar zijn, geven zij de voorkeur aan bloemen en nectar. Ze eten het stuifmeel, de nectar en de bloemen van de kokos en doerian, maar ook de vruchten van de ramboetan- en de langsatbomen. Ze eten ook bananen, vijgen en mango’s. Het zijn daarom bij de fruitboeren geen populaire dieren. Ze kunnen namelijk grote schade aanrichten op fruitplantages als ze in groepen van honderden dieren op een plantage neerstrijken.

## Gedrag
Kalongs verlaten in de schemering zwijgend en in een geleidelijke, niet opvallend grote stroom (dus niet in een dichte zwerm) de roestplaatsen. De plaatsen waar ze foerageren kunnen 50 km verder weg liggen. Ze vliegen daar gericht heen in een krachtige vlucht, zonder geluid te maken. Grote zwermen splitsen zich op in kleinere familiegroepen van hoogstens 50 exemplaren op de plaatsen waar ze foerageren. Bij terugkomst op de roestplaats vinden vaak gevechten plaats waarbij ze elkaar bijten en tegen elkaar schreeuwen. Ze hangen in bomen met de vleugels om zich heen geslagen. Als het warm wordt flapperen ze met de vleugels ter verkoeling.
Jongen worden op de roestplaatsen geboren in maart tot april. De dieren zijn drachtig in de periode van november tot januari. De vrouwtjes krijgen meestal maar één jong. Gedurende een paar dagen wordt dit jong door de moeder gedragen, maar daarna blijven ze overdag achter op de roestplaats. Ze worden 2 tot 3 maanden lang gezoogd.

## Bedreigingen
Op de Filipijnen kwam de kalong ooit voor in grote kolonies, maar die zijn nu in aantal hard achteruit gegaan, maar het is nog steeds een redelijk algemeen voorkomend dier op de Filipijnen. Ook in Thailand en op Sabah zijn er aanwijzingen dat de populatie is achteruit gegaan. Naarmate primair regenbos plaats maakt voor plantages, trekt de kalong ook naar landbouwgebieden en veroorzaakt daar schade en wordt er op ze gejaagd. Uit onderzoek blijkt dat ze echter de voorkeur geven aan ongeschonden regenbos. Jacht en vernietiging van het regenwoud vormen daarom een bedreiging en daarom staat de kalong op de internationale rode lijst als bedreigd.

## Galerij

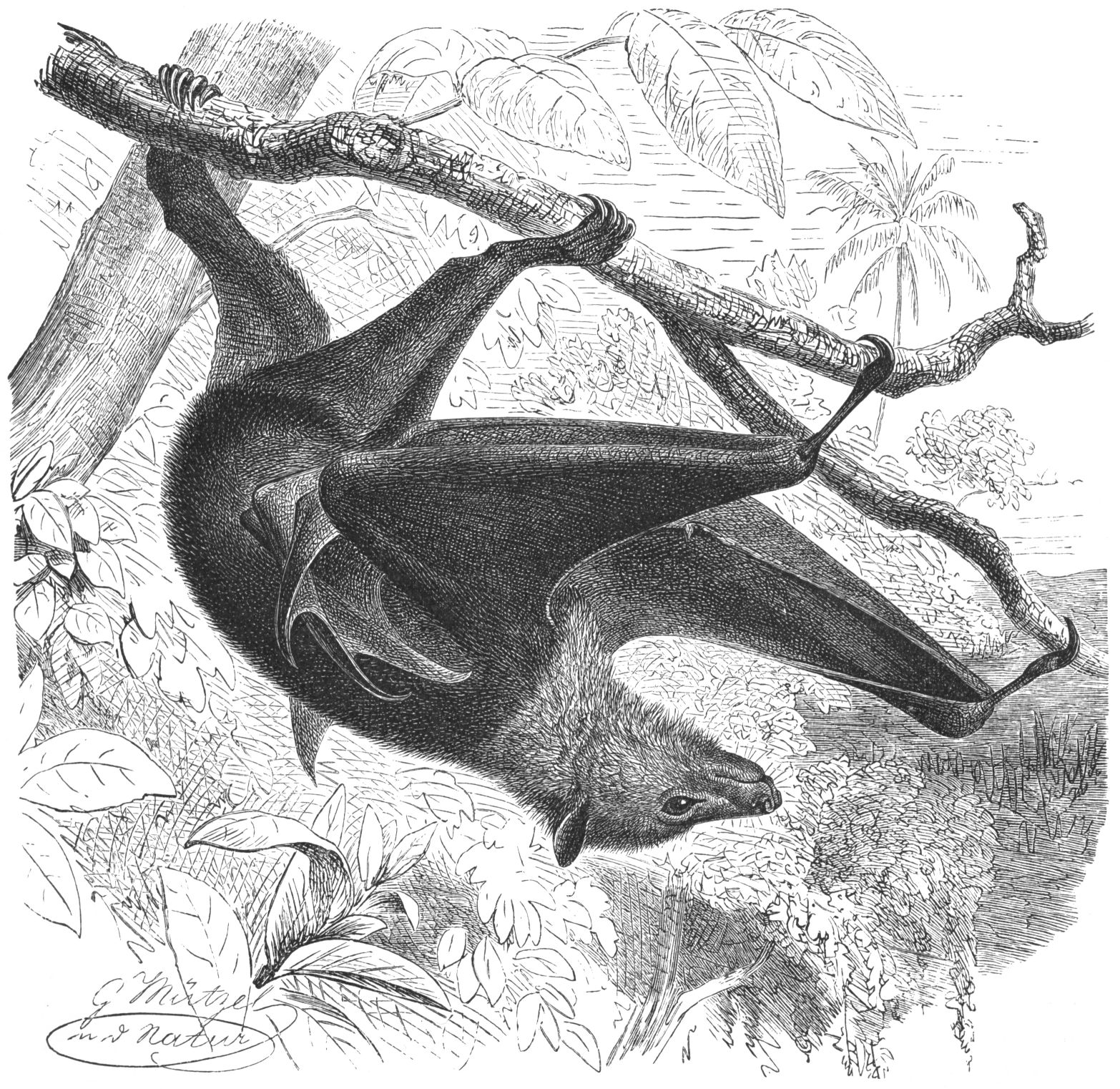
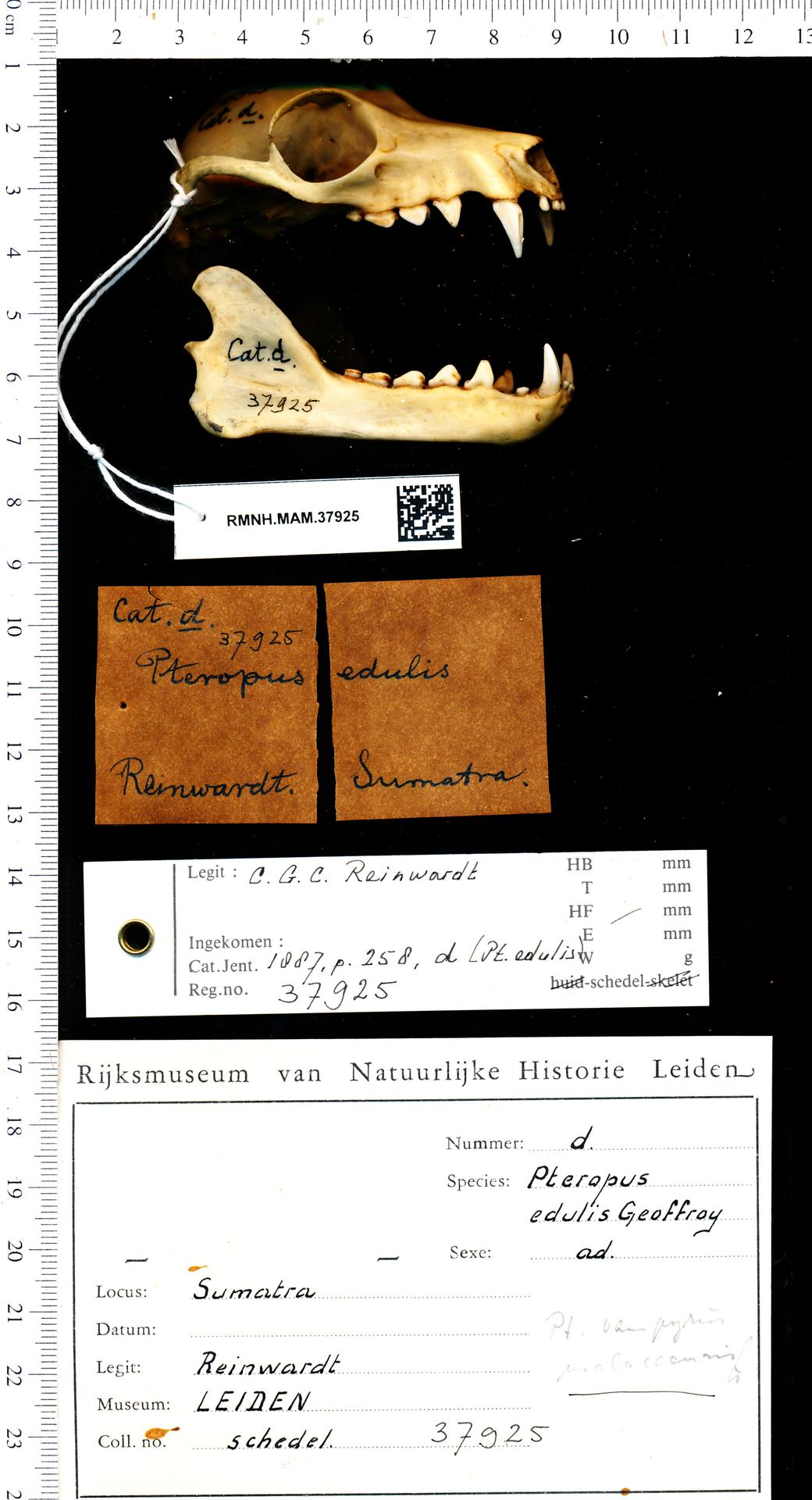
Pteropus vampyrus, van opzij. Naturalis
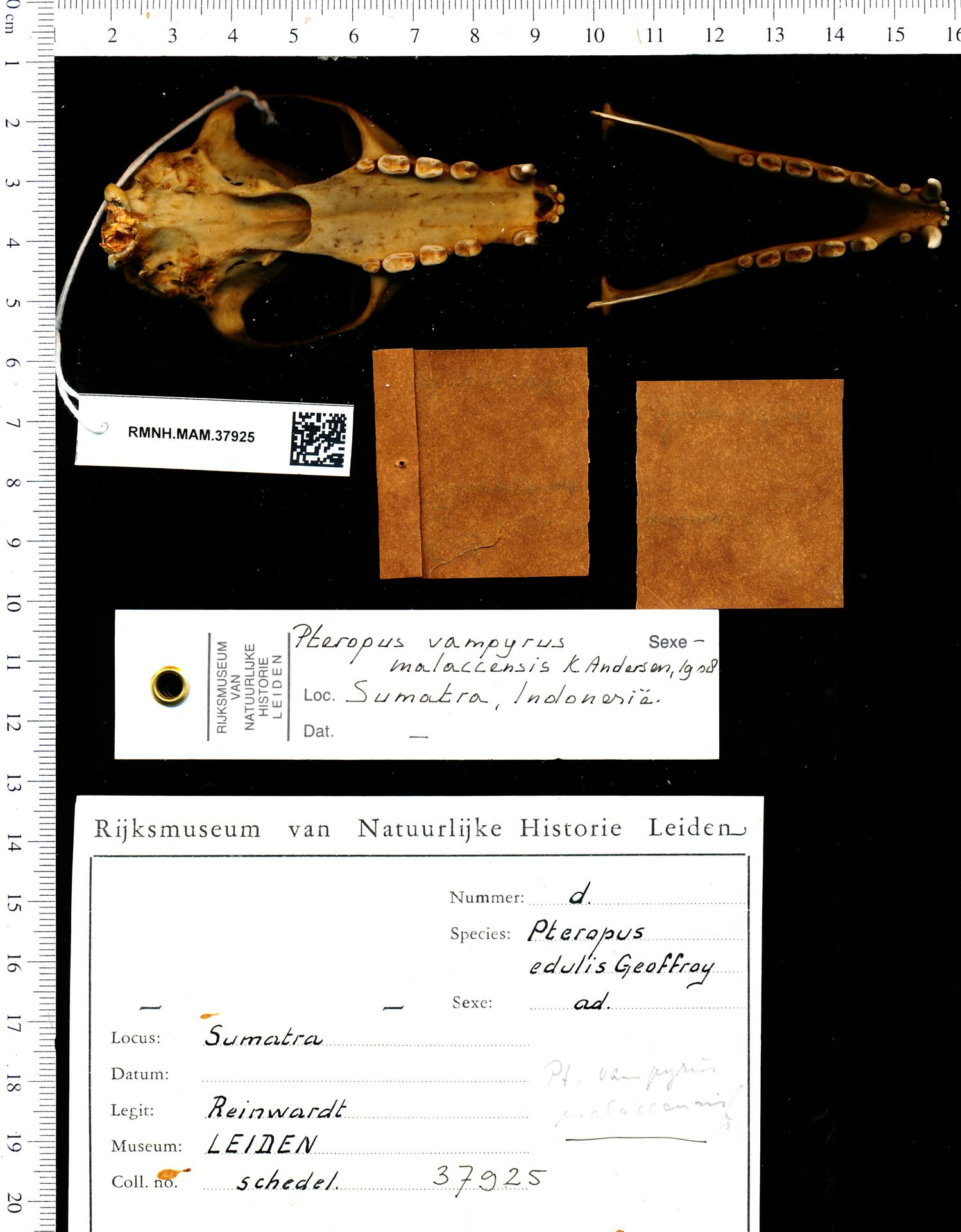
Pteropus vampyrus, van boven. Naturalis

Pteropus admiralitatum · Pteropus aldabrensis · Pteropus alecto · Pteropus anetianus · Pteropus aruensis · Pteropus brunneus · Pteropus caniceps · Halstervleerhond (Pteropus capistratus) · Pteropus chrysoproctus · Pteropus cognatus · Pteropus conspicillatus · Pteropus dasymallus · Pteropus faunulus · Pteropus fundatus · Vliegende vos (Pteropus giganteus) · Pteropus gilliardorum · Pteropus griseus · Pteropus howensis · Pteropus hypomelanus · Chuukvleerhond (Pteropus insularis) · Pteropus intermedius · Pteropus keyensis · Comorenvleerhond (Pteropus livingstonii) · Pteropus lombocensis · Pteropus loochoensis · Lyles vleerhond (Pteropus lylei) · Pteropus macrotis · Pteropus mahaganus · Pteropus mariannus · Pteropus melanopogon · Pteropus melanotus · Pohnpeivleerhond (Pteropus molossinus) · Pteropus neohibernicus · Zwarte vleerhond (Pteropus niger) · Pteropus nitendiensis · Pteropus ocularis · Pteropus ornatus · Pteropus pelewensis · Pteropus personatus · Pteropus pilosus · Pteropus pohlei · Grijskopvleerhond (Pteropus poliocephalus) · Boninvleerhond (Pteropus pselaphon) · Pteropus pumilus · Pteropus rayneri · Pteropus rennelli · Rodriguesvleerhond (Pteropus rodricensis) · Rode vleerhond (Pteropus rufus) · Pteropus samoensis · Pteropus scapulatus · Pteropus seychellensis · Pteropus speciosus · Pteropus subniger · Pteropus temminckii · Pteropus tokudae · Tongavleerhond (Pteropus tonganus) · Pteropus tuberculatus · Pteropus ualanus · Kalong (Pteropus vampyrus) · Pteropus vetulus · Pembavleerhond (Pteropus voeltzkowi) · Pteropus woodfordi · Pteropus yapensis